# Andre Iguodala
Andre Tyler Iguodala (Springfield, Illinois, 1984. január 28. –) olimpiai, világ és NBA-bajnok amerikai válogatott kosárlabdázó, Jelenleg a Golden State Warriors játékosa. 2015-ben az NBA-döntő legértékesebb játékosának választották.